# Kuutniemenaukko
Kuutniemenaukko är en sjö i kommunerna Tövsala och Nystad i landskapet Egentliga Finland i Finland. Arean är 73 hektar och strandlinjen är 5,9 kilometer lång. Sjön  ingår i Skärgårdshavets kustområde, Åland.   Den ligger omkring 47 kilometer väster om Åbo och omkring 200 kilometer väster om Helsingfors. 